# Tri tolstjaka
Tri tolstjaka (Три толстяка) è un film del 1966 diretto da Aleksej Vladimirovič Batalov e Iosif Solomonovič Šapiro.